# Pabellón de Angola en la Bienal de Venecia
El Pabellón de Angola en la Bienal de Venecia es un espacio artístico ubicado en la ciudad de Venecia con motivo de la Bienal de Venecia. Angola ha participado en la Bienal de Venecia desde el año 2013. Como uno de los pabellones nacionales de la Exposición Internacional de Arte de Venecia, la representación de Angola se lleva a cabo en diferentes palacios venecianos fuera del Giardini. El primer pabellón angoleño, que contó con la obra fotográfica de Edson Chagas, y estuvo comisariado por la angolaña Paula Nascimento y el arquitecto italiano Stefano Rabolli Pansera, fue el primer pabellón nacional africano en recibir el primer premio de la bienal, León de Oro al mejor pabellón nacional. Edson Chagas exhibió fotografías del tamaño de un póster en pilas de regalos. Las fotografías resucitaron objetos abandonados contra la arquitectura desgastada en la capital angoleña de Luanda. Los críticos elogiaron la interacción entre el tema fotografiado y las obras de arte del Renacimiento Italiano que adornaban las paredes del palacio. La Bienal de 2015 organizó una exposición colectiva de cinco artistas angoleños bajo la temática del diálogo intergeneracional.

## Expositores
- 2013 - Edson Chaga - Luanda, Ciudad Enciclopédica.

Para la 55.ª Bienal de Venecia en el año 2013, Angola se unió a otros nueve países para participar por primera vez. La exposición, "Luanda, Ciudad Enciclopédica", presentaba la serie fotográfica de objetos abandonados del artista angoleño Edson Chagas. Todas ellas colocadas en relación con la arquitectura erosionada en la capital de Angola, Luanda. La exposición se realizó en el Palazzo Cini, cerca del Puente de la Academia de Venecia, Chagas colocó 23 pilas de fotos en tamaño póster de la serie para que los visitantes las tomaran como obsequio. La intención era que la exposición terminara cuando se agotaran las impresiones. Estas impresiones, encima de cajas y en ediciones de 4.000, se ubicaron en una habitación llena de opulentas pinturas y artesanías del Renacimiento italiano temprano, como Sassetta y Botticelli. El Palazzo Cini había estado cerrado durante las dos décadas anteriores y reabierto para Angola con la condición de que Chagas no modificara el frágil edificio. El título de la exposición, "Luanda, Ciudad Enciclopédica", se refiere a la capital angoleña y la exposición central de la Bienal, "El Palacio Enciclopédico". El pabellón fue comisariado por Paula Nascimento y Stefano Rabolli Pansera.
The New York Times describió el pabellón como "la estrella emergente" de La Bienal, y señaló la "yuxtaposición absoluta" de sus fotografías con "los adornos católicos del edificio que albergaba la exposición". El pabellón fue un ganador sorpresa del primer premio de la Bienal, el León de Oro al mejor pabellón nacional. El jurado elogió a Chagas al expresar la "irreconciliabilidad y complejidad del lugar". Frieze escribió que el pabellón mostraba una "actitud relacional hacia el espacio, sensible al contexto y no demasiado preocupado por la diplomacia y la cosificación de la otredad", como lo habían sido otros pabellones de naciones africanas. Si bien la idea de recontextualizar un espacio no era novedosa, Frieze encontró interesante la idea de que los carteles de bajo costo y poco manejables probablemente terminarían como escombros de la calle o del canal, otro paso en el ciclo del consumismo.  El crítico consideró el diferencial de valor ambiguo entre los objetos desechados y representados y los viejos tapices del Palazzo. 
El premio convirtió a Angola en la primera nación africana en ganar los máximos honores de la Bienal. Las fotografías en exhibición provienen de la serie más grande de Chagas, "Found Not Taken", que incluía fotografías conceptualmente similares de ciudades además de Luanda que fueron excluidas por solicitud de los comisarios del Pabellón. El artista consideró que la solicitud era aceptable ya que no sacó la serie de contexto. Descubrió que las ciudades, que se preparaban para organizar eventos importantes, demostraban un "sentido de renovación" en su cultura. Viniendo de Luanda, donde todo fue reutilizado, Chagas notó como los hábitos de los consumidores han evolucionado con el tiempo. Fotografió cada objeto en espacios donde interactuaba con su entorno. Algunos objetos fueron fotografiados en casi el mismo espacio en que fueron encontrados, mientras que otros tuvieron que ser recolocados. A través de este método, Chagas sintió que aprendió el ritmo de la ciudad.
- 2015 - Exposición colectiva de cinco artistas angoleños - Sobre Maneras de Viajar.

En la Bienal del año 2015, Angola presentó cinco artistas en "Sobre Maneras de Viajar". Basado en la idea de un diálogo intergeneracional, la exposición se centra en cómo una generación más joven de artistas y ciudadanos en una Angola independiente, promueven los legados y fusiones culturales de las generaciones pasadas. Francisco Vidal mostró un trabajo de medios mixtos desplegado entre cajas e incluyendo imágenes de Zadie Smith, Kanye West y plantas de algodón pintadas en machetes.  Uandapia Luanda de Vidal espera crear una nueva revolución industrial africana que combine arte, artesanía y diseño. Otras obras incluyeron el video humorístico de Binelde Hyrcan que incluía cuatro niños en un viaje imaginario por carretera, las vasijas de Délio Jasse con imágenes en capas flotando en aguas tintadas, las esculturas de máscaras de Nelo Teixiera y el ensamblaje de tinas de plástico de António Ole. Ole también se desempeñó como comisario de la exposición. La muestra se inauguró en el Palazzo Pisani en San Stefano de Venecia. El comisionado del pabellón, Rita GT, dijo que el Ministerio de Cultura de Angola había apoyado firmemente la participación en la Bienal por su impacto tanto en el país como en la internacionalización de sus artistas contemporáneos.
- 2017 - Antonio Ole representó a Angola en la Bienal de 2017. El país no participó en el año 2019.